# J·威廉·肖普夫
J·威廉·肖普夫（英語：James William Schopf，1941年9月27日—）是一位美国古生物学家，加利福尼亚大学洛杉矶分校教授，知名于对微体化石的研究，1989年获奥巴林奖章。